# História da Estónia

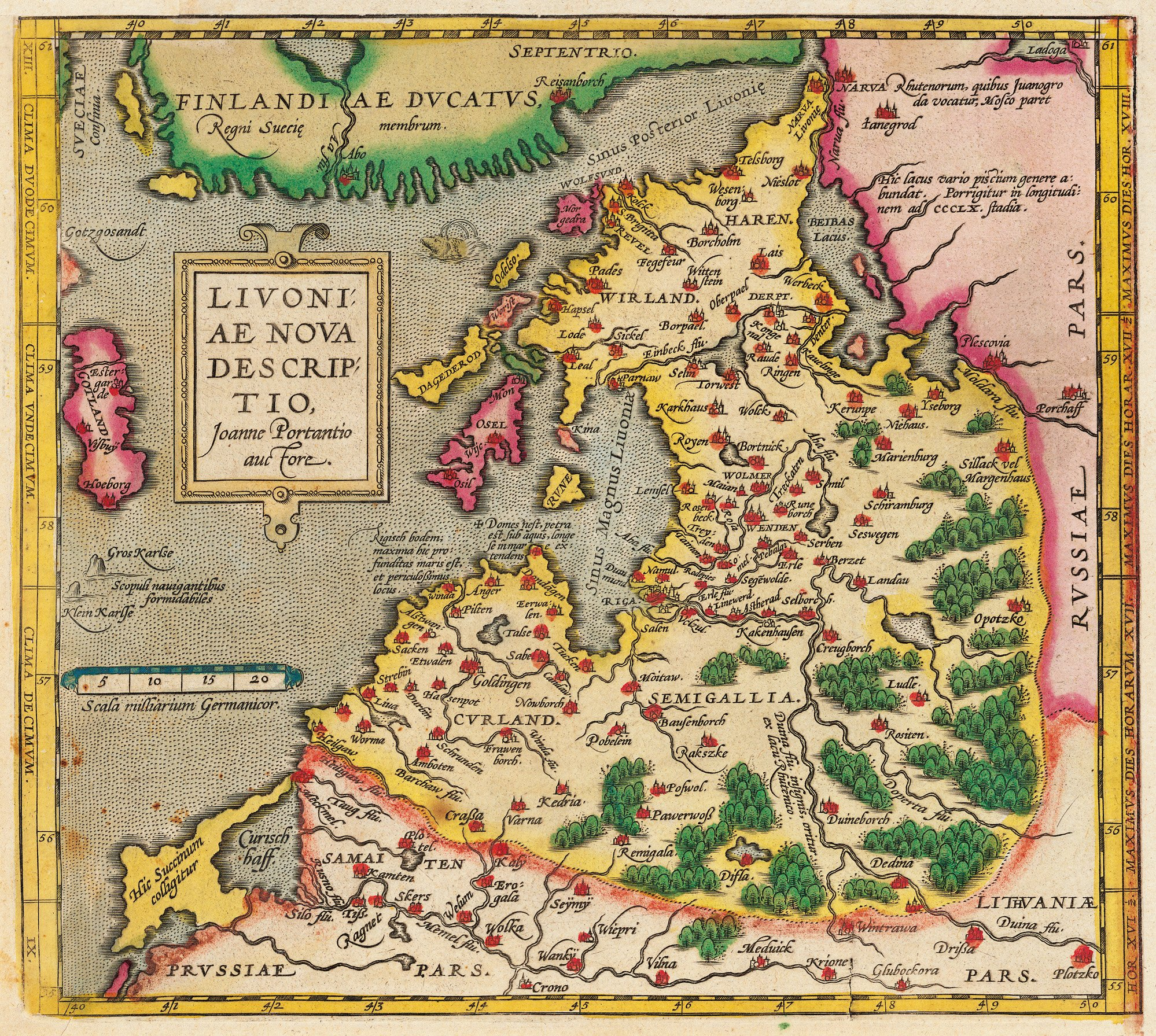
Mapa histórico da Livônia, que compreendia Estônia e a Letônia, no século XVI

A noção da Estônia como país é recente, data do meio do século XIX. Até ao século XIII a Estônia era habitada por tribos semi-organizadas, que sofreram com a cristianização no início desse mesmo século. Após isso, passou no domínio de dinamarqueses, ordens católicas, suecos, alemães e russos. Até que, enfim, apenas no século XX, obter sua independência, que ainda assim foi subjugada pelos soviéticos e apenas retomada em 1992. A história estoniana nada mais é do que um povo que teve seu território dominado por séculos, mas que aos poucos foi criando um sentimento nacionalista e obteve, após muita luta a sua independência.

## Idade Antiga

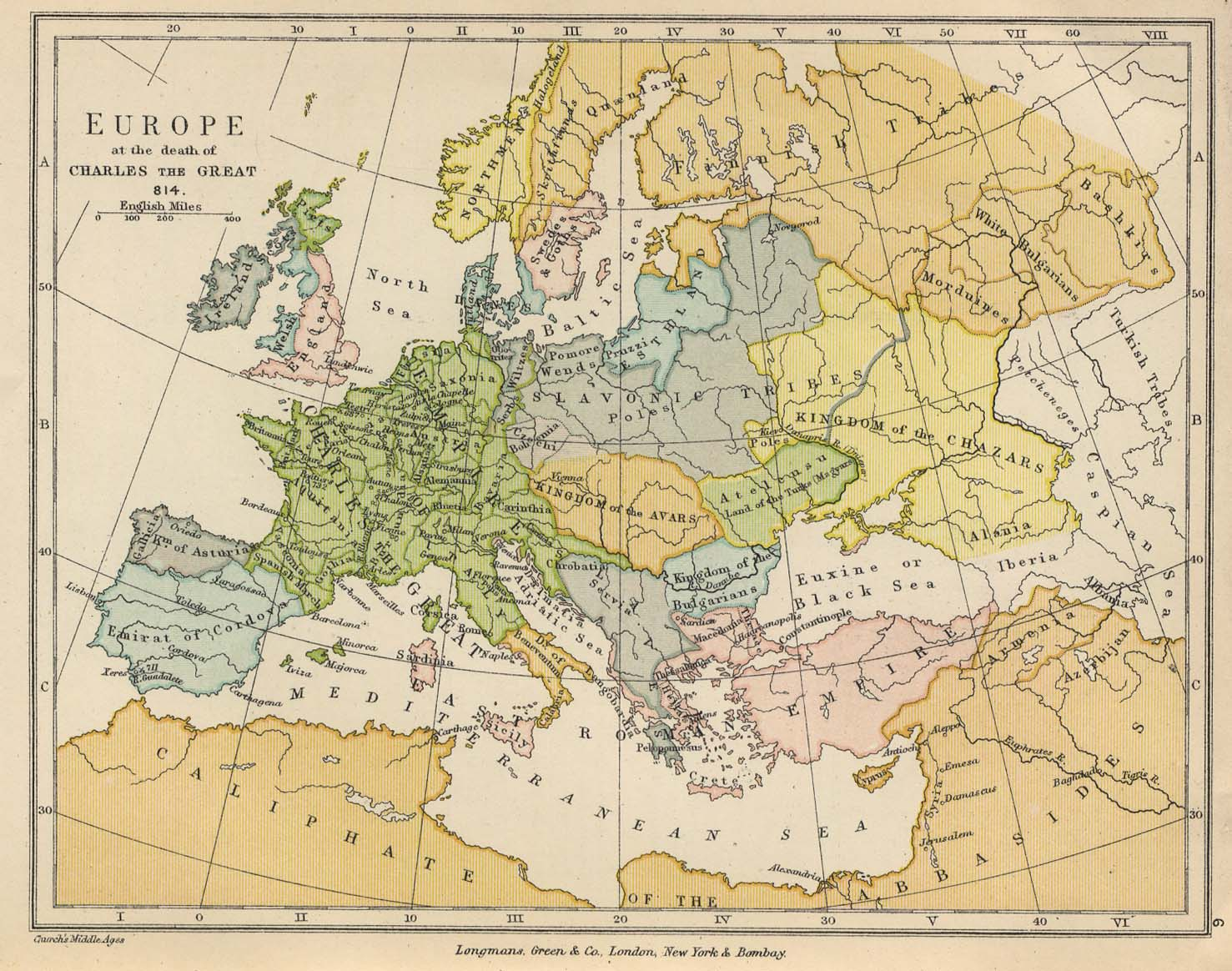
Estônia (Esthland), 814

A ocupação humana na Estônia remete há 11 000 anos, data da primeira colônia, chamada de Pulli. Ainda existem muitas dúvidas sobre de qual etnia eram esses primeiros habitantes. Sabe-se, no entanto, que na Estônia se estabeleceram os primeiros povos sedentários da Europa. Eles chegaram atravessando o golfo da Finlândia quando ainda existia uma ligação por "terra" a degelar-se entre os dois territórios. Portanto, os estonianos fazem parte do grupo dos povos fínicos.
Foram achados equipamentos de pesca e caça, pertencentes a uma comunidade sedentária, datada de 6.500a.C. Na Idade do Bronze e do Ferro, observou-se a consolidação do sedentarismo, com um grande crescimento cultural e econômico, com a transição para o cultivo de alimentos, típico de povos sedentários.
Com o crescimento da população em anos seguintes, surgiram os problemas de território com outros povos, como as tribos bálticas do sul e as guerras contra a Escandinávia. Com isso, as tribos estonianas desenvolveram técnicas de navegação nada inferiores às suecas ou norueguesas, e até chegaram a conquistar, com seus piratas, a vila sueca de Sigtuna, em 1187.

## Cruzadas do Norte
A Estônia foi um dos últimos lugares da Europa Medieval a ser cristianizado. Em 1193, o Papa Celestino III organizou uma cruzada contra os pagãos do extremo norte das terras alemãs (lembrando que a região da atual Estônia era então dominada pelos alemães), partindo de Riga (atual Letônia, ao sul). Com a ajuda dos recém-cristãos livonianos e letões, a cruzada marchou rumo às terras da atual Estônia em 1208.
As tribos estonianas resistiram bravamente, e até saquearam, algumas vezes, os acampamentos dos guerreiros de Riga, até que em 1217, a ordem cristã dos Livônios e seus recentes aliados venceram uma grande batalha, que matou o líder dos estonianos, Lembitu. A resistência durou até 1227, quando os livônios estabeleceram a Confederação da Livônia, que compreendia as atuais Letônia e Estônia.
Tal período de 1208-1227 é conhecido como as Cruzadas Estonianas.

## Estônia Dinamarquesa

Mapa da Confederação da Livônia, em 1260. Mostram-se os territórios da Estônia Dinamarquesa ao norte, os Bispados de Dorpat e Ösel-Wiek, e os territórios da Ordem Livoniana

Em 1219, liderados pelo Rei Valdemar II, os dinamarqueses conquistaram o norte da Estônia, ganhando a batalha de Lyndanisse (atual Tallinn), a mando do Papa.
Em 1227, quando a ordem cristã dos Livonianos finalmente derrotou a última tribo estoniana, o território foi divido entre o Bispado de Ösel-Wiek, o Bispado de Dorpat e a Ordem Livoniana, salvaguardando o Arcebispado de Riga.
Em 1248, Tallinn adotou um governo baseado na lei de Lübeck e, no final do século XIII, aderiu à Liga Hanseática, começando assim a queda do domínio dinamarquês na região. Depois, diversos tratados foram feitos com os russos e os lituanos, e a força militar na região da Lyndanisse cresceu, aumentando o poder dos vassalos da região, na sua maioria germânicos da região da Vestfália. Mas o poder dos estonianos da região também aumentou de forma que o Rei da Dinamarca aceitou tê-los como seus vassalos.
Quando a província estava dividida entre os vassalos pró-Dinamarca e vassalos pró-livonianos, os estonianos armaram uma grande rebelião em 1343, chamada de Revolta da Noite de São Jorge. Eles renunciaram ao cristianismo imposto a eles, mataram todos os habitantes com descendência germânica (em torno de 1.800) e dominaram os territórios. Depois de dois anos de rebeliões e guerra entre a Ordem Teutônica, dinamarqueses e os estonianos, a insurgência foi controlada com a morte do último "rei" em Ösel, em 1346. Logo após, os territórios do norte foram vendidos à Ordem Teutônica por 10.000 marcos.

## Guerra da Livônia
O enfraquecimento da Ordem Teutônica, devido principalmente à batalha de Grunwald contra os poloneses e os lituanos em 1410, prejudicou o domínio que a Igreja Católica tinha na região. Após uma tentativa frustrada de invasão moscovita em 1481, numa época de conquistas do principado de Moscou, os estonianos aderiram ao protestantismo durante a época da Reforma e se alinharam ao então Reino da Suécia, que também tinha aderido ao luteranismo em 1523.
Tal período foi marcado por um fortalecimento de Moscou, com a conquista das repúblicas de Novogárdia e Pescóvia, e a subjugação dos Tártaro-Mongóis, que dominavam a região desde o século XIII. Os russos foram dominados por uma sede de imperialismo com o reinado de Ivan III e depois ainda mais com o reinado de Ivan, o Terrível, que buscou aumentar ainda mais os domínios do império e a região da Livônia era estratégica nas visões russas, por separar o terrítório russo e o Leste Europeu.
Em contrapartida, os Poloneses e os Lituanos fizeram uma aliança militar centrada na Polônia e dominava livremente esse território. Ao norte, a Finlândia já vivia sobre leis suecas desde o século XIV, enquanto a mesma vivia em leve tensão com a Dinamarca, devido à secessão da União Escandinava. Sendo assim, os russos queriam tomar a Livônia para si, mas tinham os dinamarqueses, os suecos e a união polonesa-lituana para desmantelar.

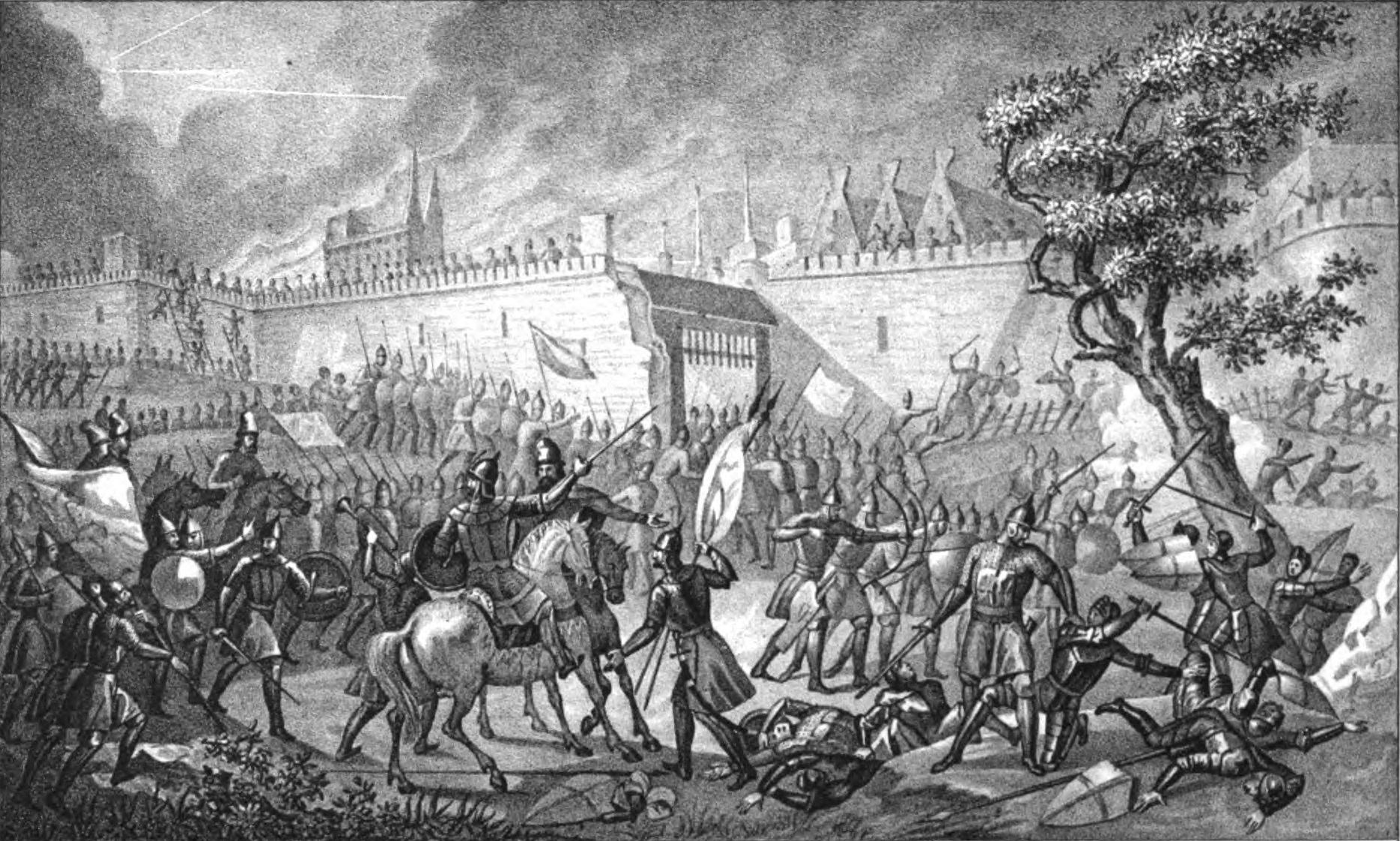
Invasão russa em Narva, 1558, marcando o início da Guerra da Livônia

Como "terra de seus ancestrais", Moscou requereu o sudeste da Estônia como sendo seu por direito, mas a Livônia buscou ajuda do Império Sacro-Romano, que estava ocupado com uma guerra no ocidente, considerado mais importante pelo Rei Carlos V. Então, em 1558, os russos invadiram o bispado de Dorpat e avançaram, pilhando cidades e oprimindo qualquer intenção de resistência dos líderes locais. O avanço militar russo não foi bem visto pelos dinamarqueses, suecos e pelos poloneses.
Então, em 1559, os dinamarqueses mandaram tropas em favor da Livônia, comprando as terras do oeste do Bispado de Ösel-Wiek e avançando. Com esse avanço, os suecos, que tentavam manter uma relação amigável com os russos, mandaram tropas à Tallinn, que por interesses comerciais aceitou a ajuda e permitiu o domínio sueco na região, em 1561. No mesmo ano, os poloneses, ainda católicos, incorporaram o Arcebispado de Riga e a Ordem Livoniana à seus territórios. Era o fim da Livônia e o início da Guerra Nórdica dos Sete Anos (1563-1570). Nela, os dinamarqueses perderam as terras do oeste para a Suécia e forçaram os russos à abdicarem das terras conquistadas na Livônia e, então se contentaram com as fronteiras que tinham antes da Guerra.

## O Domínio Sueco
Após a Guerra Nórdica dos Sete Anos, a Estônia estava dividida em três reinos: Os Suecos ao norte e nordeste, os Dinamarqueses nas Ilhas de Ösel e a União Polonesa-Lituana no Sul, incluindo a Letônia. Mas os reinos da Suécia e da Polônia tinham complicadas relações, devido à monarquia protestante na Suécia e os católicos na Polônia. No começo do século XVII, eles entraram em guerra aberta e os suecos dominaram a região de Tartu em 1625 e, após o Tratado de Åltmark em 1629, obtiveram domínio legal na região. Após a guerra com a Dinamarca (1643-1645), os dinamarqueses cederam a região de Ösel aos suecos, fazendo com que eles tivessem domínio de uma região parecida com a atual Estônia.
A região do norte se incorporou voluntariamente ao Reino Sueco, diferentemente da parte da Livônia, que foi ocupada e os nobres livonianos, subjugados em seus poderes. O Rei Gustavus II Adolphus, deu alguns direitos aos nobres, até estabelecer um governo central, baseado nas leis suecas.
Durante esse período a Estônia passou por um período de prosperidade, com Tallinn e Narva sendo importantes entrepostos comerciais, negociando com países como Rússia, Finlândia, Holanda, Inglaterra e Espanha. Também, na area do comércio, as relações entre Narva e as cidades russas de Novgorod, Moscou e Pskov, se estreitaram e a cidade ganhou importância, até ser transformada em capital pelos suecos na metade do século XVII.
Preocupados em passar os ensinamentos religiosos ao povo, o clero sueco resolveu abrir escolas nas vilas estonianas, que seriam ministradas pelos padres das vilas. Em algumas cidades, até alguns mestres foram empregados, mais ainda quando uma mudança nas leis, sob o reinado de Carlos XI, instituiu o pagamento dos mestres nas escolas. Durante um curto período de 4 anos, um seminário em Tallinn, treinou cerca de 160 professores para as escolas estonianas, tornando grande parte do povo capaz de ler alguns textos religiosos, fato memorável para a época.
Uma universidade foi aberta, ainda na época do Rei Gustavus II Adolphus, em Tartu, que posteriormente após as invasões russas foi transferida para Tallinn e depois Pärnu em 1699. A Academia Gustaviana, como ficou conhecida, tinha estrutura parecida com a de academias europeias, principalmente as germânicas. Inicialmente, os estudantes eram na maioria de Finlandeses e Suecos, porque a maioria dos nobres bálticos iam estudar nos impérios germânicos, mas em virtude da Guerra dos 30 anos, eles tiveram que abdicar de ir lá e começaram a frequentar a Academia na Estônia. A visita de mestres germânicos na academia em Tallinn, na década de 1630, teve forte influência na elite estoniana e nas primeiras publicações, como o primeiro jornal nacional em 1670.

## Parte do Império Russo

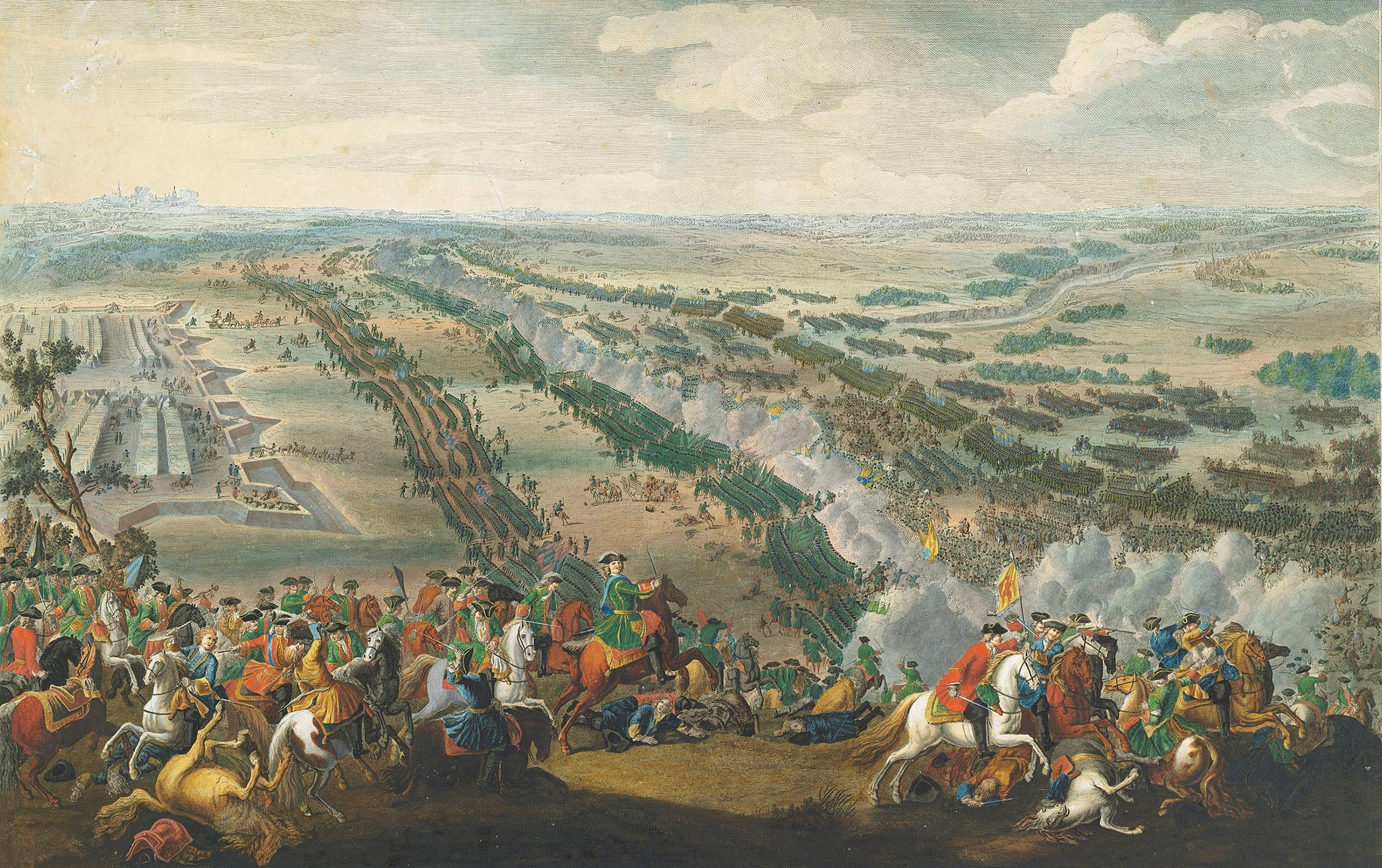
Batalha de Poltava, em 1709, que deu a reviravolta na Grande Guerra do Norte e determinou o início do domínio russo na Estônia

Depois de uma exaustiva guerra contra o Príncipe de Brandemburgo, durante o reinado de Carlos XI, a Suécia decidiu fazer uma reforma, a Grande Redução, na qual a maioria das terras sob posse privada teriam de passar a posse da coroa sueca. Isso provocou a insatisfação dos nobres livonianos, de forma a protestarem, mas sem muitos efeitos. Cerca de 5/6 das terras dos nobres foram passados para a cora sueca, que arrendou para outros proprietários previamente definidos, os quais não tinham habilidade com fazendas e exploravam os camponeses. Ao final de seu reinado, Carlos XI, autoproclamado "Rei dos Camponeses", declarou sua intenção de extinguir a servidão, mas só cumpriu para as pequenas possessões.
Descontentes com o Reino sueco, uma aliança formada pela Dinamarca, Rússia, Polônia e pelos Saxões se formou para conquistar o território dito "roubado dos nosso vizinhos", a Livônia e a Estônia. A Grande Guerra do Norte, assim chamada, eclodiu em Fevereiro de 1700, com a invasão dinamarquesa no norte alemão, a tomada de Riga pelos Saxões e a invasão russa em Narva. Pouco tempo após, a Rússia foi derrotada em Narva pela tropa pessoal do rei Carlos XII, que rumou ao sul para derrotar os saxões e os poloneses e, assim, permitiu a volta dos russos no norte com as conquistas de Narva e Tartu, em 1708. Mas em 1709, os russos perderam todos os seus aliados, e acuados, ofereceram paz, que não foi aceita por Carlos XII, que resolveu atacar os territórios russos. Mas a derrota em Poltava, foi decisiva para o rumo da Guerra, que foi vencida um ano depois com a conquista final de Tallinn, em setembro.
Em 1721, foi assinado o Tratado de Paz de Uusikaupunki (Nystad), que declarava a Estonia e a Livônia como posses do Império Russo.
O período do domínio russo na Estônia foi pouco movimentado, sem grandes momentos históricos. Foi mais uma época de estabilização e organização da sociedade, com a firmação das classes estonianas. Elas eram baseadas no estilo de governo alemão, com Dietas e posterior a criação do Conselho legislativo, que comandava as leis locais, e formada por nobres livonianos, suecos, germânicos e russos. Os estonianos continuavam como parte da classe inferior.
Devido a distância de Moscou, a Estônia sofria influência muito forte dos reinos germânicos do sul e sendo assim, passou por situações como a Revolta de Camponeses no começo do século XIX, o Iluminismo e os reinados iluministas e a Revolução Francesa, esta última altamente defendida pelos intelectuais da Universidade de Tartu, na sua maioria de alemães e pelos nobres, que iam estudar em universidades alemãs.
Cada vez mais, uma grande parte dos estonianos iam criando cultura suficiente para se sentir como um povo unido. Juntando os ideais da república francesa e a liderança dos intelectuais das academias estonianas, que nesse ponto já lecionavam as aulas não mais em alemão, mas sim em estoniano, o ideal nacionalista crescia mais e mais. Grupos eram formados, manifestações jornalísticas e publicações, rumaram para a criação da república estoniana.

## A 1ª Independência
Cada vez mais, os estonianos se aproximavam dos alemães, o que descontentava o Império Russo, que no comando do Alexandre II, ordenou várias reformas, que forçaram os bálticos a abandonarem o sistema político alemão. Após a unificação Alemã, em 1871, o poderio militar alemão começou a preocupar os russos, principalmente devido a uma inssurgência contra a russificação da Estônia e da Letônia. A russificação na Estônia nada mais era do que tirar o poder dos alemães sobre os países bálticos, e até subjugar o luteranismo, muito presente na região.

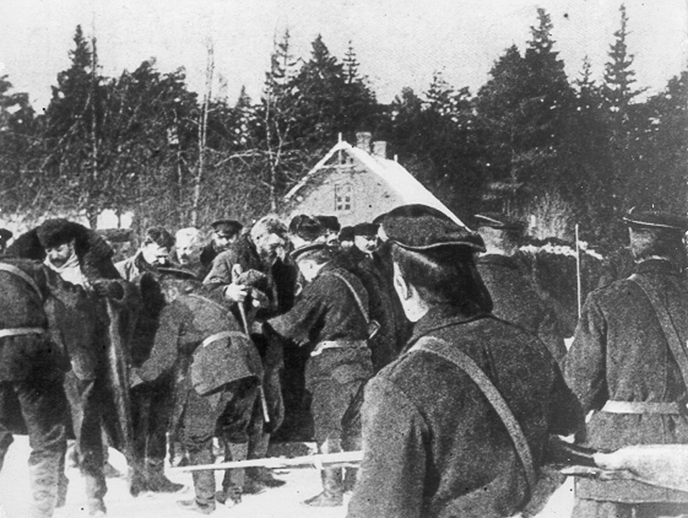
Tropas russas em Tallinn, 1905. No protesto, 94 morreram e diversos foram feridos. Foi a primeira grande revolta a favor da independência, que ocorrerria 13 anos depois

O estopim final foram as eleições municipais de 1904, em Tallinn, na qual o bloco russo-estoniano ganhou e tirou o poder dos alemães. Insatisfações surgiram por toda a Estônia, polarizada pelas manifestações moderadas no jornal Postimees de Tartu e os radicais no Tallinna Teataja, comandados por Konstantin Päts e o advogado Jaan Teemant. Os moderados queriam transformar a Estônia num parlamentarismo sob o imperador russo, enquanto os radicais queriam o desvencilhamento dos russos e começar uma revolução.
Assim, durante a Revolução de 1905 que ocorreu em várias partes do império russo, a favor da modernização e contra a então atual estagnação que acontecia. Várias revoltas aconteceram durante todo a primavera e verão, mas principalmente no dia 1º de maio. Mas foi no outono, no dia 16 de outubro, que aconteceu a maior revolta. Cerca de 3/4 de todos os operários e ferroviários pararam as máquinas e foram às ruas protestar contra as autoridades russas, quando os soldados abriram fogo em Tallinn e provocaram um massacre com a morte de 94 e algumas centenas feridas. A partir dali, todos os estados bálticos se rebelaram e o império declarou estado de guerra, convocando mais de 19000 soldados para suprimir a revolta. Com fortes repressões e a morte de quase 1000 pessoas, os líderes recuaram, mas mostraram a insatisfação dos estados bálticos com o império.

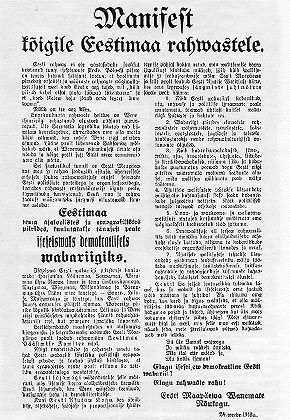
A Declaração de Independência da Estônia, publicado em 1918, que incitava as pessoas a lutarem por uma Estônia independente

Depois da renúncia do czar Nicolau II, em 15 de março de 1917, o governo provisório russo deu um novo curso para o estabelecimento dos governos democráticos independentes. Na Estônia, os políticos locais montaram os seus partidos e indicaram um comissário para as negociações com o governo russo. Até que em 12 de abril de 1917, após pressões, o governo deu força a um governo provisório que unia a Estônia (norte da atual Estônia) e o Norte da Livônia(sul da Estônia atual). Os conselhos de operários e de soldados formavam um poder revolucionário paralelo, apenas atento ao que acontecia à Estônia naquele momento.
Alguns líderes falavam em independência completa da Rússia, mas a maioria, no momento, falava apenas em um estado autônomo. Quando a Revolução Bolchevique estourou, em 17 de outubro, e aplicaram as ideias comunistas, como a estatização de bancos e empresas na Rússia. Quando eles se preparavam para fazer o mesmo nos estados bálticos, os mesmos declararam o governo provisório como a autoridade máxima no país, em 28 de novembro de 1917, através de uma constituinte. 
Eleições aconteceram, e 2/3 dos votos foram para os partidos nacionais. Os soviéticos declararam as eleições nulas, mas políticos estonianos como Konstantin Päts, Jüri Vilms e Konstantin Konik iniciaram negociações com o governo russo, após o lançamento do Manifesto para todas as pessoas da Estônia em 24 de fevereiro de 1918.
Mas na Europa, no mesmo instante, acontecia a I Guerra Mundial, e convocada pelos nobres estonianos de origem alemã, o exército alemão tomou a Letônia e a Estônia, e formaram um estado báltico germânico. Mas a tentativa falhou, em maio de 1918, França, Reino Unido e Itália retomaram o território e deram a independência de fato aos estonianos. Em 27 de Agosto, um tratado foi feito entre Alemanha, Estônia e a Rússia, reconhecendo a independência da Estônia.